# Dolnja Briga
Dolnja Briga este o localitate din comuna Kočevje, Slovenia, cu o populație de 17 locuitori.